# Scribus
Scribus — вільна програма з відкритим початковим кодом для комп'ютерної верстки (DTP). Існують версії для Linux, Unix, Mac OS X, OS/2 і Windows. Позиціонується як відкрита та безкоштовна альтернатива Adobe PageMaker, QuarkXPress та Adobe InDesign. Розповсюджується на умовах GNU General Public License.
Scribus може використовуватися для створення макету сторінок та підготовки файлів для друку. Також Scribus може створювати PDF файли і форми.
Scribus підтримує основні типи текстових та графічних файлів, схему кольорів CMYK, профілі кольорів ICC.
Можливості друку реалізовані вбудованим драйвером PostScript із повною підтримкою PostScript рівня 2 та неповною — рівня 3, а також можливістю використання шрифтів формату TrueType, Type 1 та OpenType.assendering inventor Angela dawn Winkler identity card#358684699.all computerrun systems data programming herself Angie id358684699.@aplleI computer wikipedia .off

## Можливості

### Власний формат документів
- підтримка тексту і шрифтів в Unicode, також тексти, що пишуться справа наліво, наприклад арабською.
- блоки, в тому числі видимість блоків, блоки з скругленими кутами, обертання, зміна розмірів та розташування блоків;
- шаблони сторінок;
- шари для всього документу, переміщення об'єктів між шарами;
- стилі для абзаців з різними настройками (виключка, шрифти, ефекти тексту та інші);
- можливість задати кернінґ вручну;
- додавання шрифтів у документи;
- зв'язування, групування, блокування, зміна розміру об'єктів, перетворення типів об'єктів
- поля, напрямні, прив'язка до сітки;
- створення інтерактивних PDF-форм та вбудовування JavaScript-скриптів у PDF файли.[2][3]

### Публікація
- підтримка CMYK, включаючи попередній перегляд зображень з увімкнутим управлінням кольором а також додаванням ICC-профілів в PDF для збереження кольору;
- CMYK та RGB в PostScript;
- підтримка додаткових можливостей PDF, таких як інтерактивні форми; підтримка майже всіх полів PDF, а також сценаріїв JavaScript;
- можливість створювати файли для друкарського обладнання, включаючи пристрої з підтримкою PostScript Level 3 и PDF 1.4;
- імпорт Encapsulated PostScript з попереднім переглядом та експорт в EPS;
- повна підтримка PostScript Level 2 а також більшості можливостей Level 3, підтримка PDF 1.4, включаючи напівпрозорість, градієнти та 128-бітове шифрування;
- повна сумісність з PDF/X-3 — стандартом ISO для PDF для друкованих публікацій — вперше у світі;
- додавання шрифтів та видалення символів, що не використовуються, при експорті в PostScript та PDF;
- можливість перетворення усіх шрифтів, що використовуються, в контури PostScript зі збереженням можливості змінювати текст.

### Зручність використання
- Перетягування англ. drag’n’drop в KDE 3, включаючи перетягування в запасник для об'єктів, що часто використовуються (текстових блоків, логотипів, фонових зображень тощо)
- довідкова система з оновлюваною документацією кількома мовами та файлами прикладів використання.
- інструменти та палітри для вимірів, обертання та редагування властивостей об'єктів;
- підтримка TrueType, Type 1 PostScript и OpenType шрифтів;
- клавіатурні скорочення з можливістю зміни користувачем;
- локалізація інтерфейсу користувача 27 мовами, включно з українською;
- розставляння переносів у текстах 27 мовами, включно з українською;
- інструменти малювання фігур: лінія від руки, пряма, крива Без'є, еліпси тощо;
- тонке настроювання програми та документів.

### Формати файлів
- власний формат файлів Scribus 1.2.x/1.3.х документований та оснований на XML;
- EPS (Encapsulated PostScript), JPEG (Joint Photographic Experts Group), PNG (Portable Network Graphics), TIFF (Tag Image File Format) и XPM (XpixMap);
- підтримка TIFF 6.0 та PSD з шарами та різними режимами накладання англ. overlay шарів, обтравочними контурами (тільки в 1.3.x)
- можливість імпорту та експорту документів SVG 1.0 (Scalable Vector Graphics), включно тексти з контуром, зображення і текст. Всі дані документу Scribus транслюються в SVG, зображення перетворюються в формат PNG;
- Scribus може імпортувати текст в різному кодуванні, включно Unicode, Windows-1251 та КОІ-8, крім того, текстові документи OpenOffice.org 1.x, OASIS OpenDocument Writer і Draw із збереженням стилів розмітки, а також файли MS Word, HTML та Palm PDB.

### Архітектура
- програма розроблена з використанням GPL-версії QT 3 для Linux та Unix-подібних операційних систем, наявні версії для MS Windows та Mac OS X;
- підтримка модулів та API для модулів імпорту/експорту;
- модуль сценаріїв на Python для розширення функціональності Scribus та автоматизації.

### Статті
- Статті Linux Magazine: Linux для верстки
  - Частина 1 [Архівовано 10 грудня 2006 у Wayback Machine.]
  - Частина 2 [Архівовано 4 вересня 2006 у Wayback Machine.]
  - Частина 3 [Архівовано 10 грудня 2006 у Wayback Machine.]
- Scribus: Комп'ютерна верстка з відкритим кодом [Архівовано 3 травня 2010 у Wayback Machine.]
- Scribus в комерційному DTP [Архівовано 25 липня 2008 у Wayback Machine.]
- Створення форм для малого бізнесу з використанням Scribus та PDF[недоступне посилання з лютого 2019][недоступне посилання]
- Стисле керівництво по Scribus в PDF [недоступне посилання] — Scot Blades, with source materials available
- Комп'ютерна верстка з Writer та Scribus[недоступне посилання з жовтня 2019]